# Predenca
Predenca je naselje v Občini Šmarje pri Jelšah. Do cerkve sv. Roka je zgrajena znamenita kalvarija.